# أبو الهدر
قرية أبو الهدر هي إحدى القرى التابعة لمركز ديروط في محافظة أسيوط في جمهورية مصر العربية. حسب إحصاءات سنة 2006، بلغ إجمالي السكان في أبو الهدر 8517 نسمة، منهم 4243 رجل و4274 امرأة.